# Tetrastichus baccharidis
Tetrastichus baccharidis is een vliesvleugelig insect uit de familie Eulophidae. De wetenschappelijke naam is voor het eerst geldig gepubliceerd in 1910 door Kieffer.